# Muil (Harry Potter)
Muil (Engels: Fang) is een dier uit de Harry Potterboeken van J.K. Rowling.
Hij is de hond van de terreinknecht Rubeus Hagrid. In de film wordt Muil gecast als een Mastino napoletano, maar net als Hagrid, is het een echte goedzak. Hij woont samen met Hagrid in Hagrids hut. In het eerste boek is hij meegeweest met Harry, Hermelien Griffel, Draco Malfidus en Marcel Lubbermans (in de film Ron Wemel) naar het Verboden Bos, waar ze heen moesten voor een straf toen ze 's nachts dwalend door de school waren betrapt door Argus Vilder. Muil heeft geen grote rol gespeeld in de boeken.

## Hagrid en Muil
Hagrid geeft veel om Muil. Als het huis van Hagrid in deel zes in brand vliegt, rent Hagrid naar binnen om Muil naar buiten te halen.